# Eremippus turcicus
Eremippus turcicus är en insektsart som beskrevs av Willy Adolf Theodor Ramme 1951. Eremippus turcicus ingår i släktet Eremippus och familjen gräshoppor. Inga underarter finns listade i Catalogue of Life.